# La leyenda patria
La leyenda patria es un poema escrito por el uruguayo Juan Zorrilla de San Martín en 1879.
Canta la gesta heroica de los Treinta y Tres Orientales. Se trata de una oda al estilo de las del ecuatoriano Olmedo, de 413 versos, que compuso en una semana y que le convirtió en el poeta nacional por excelencia.
Fue declamada por su autor en ocasión de la inauguración del Monumento a la independencia Nacional, en la Villa de la Florida, el 18 de mayo de 1879. Originalmente había quedado fuera de concurso por ser demasiado larga. De todos modos, Zorrilla fue autorizado a declamarla. Tal fue la satisfacción del público con el poema, que otros poetas premiados como Aurelio Berro y Joaquín de Salterain se quitaron sus medallas y se las dieron al poeta.
Se advirtió un nuevo acento que la crítica definió luego como resultado del genio lírico del poeta, pero también reconoció que en esta composición intervenían elementos líricos e idiomáticos no usados hasta entonces en las letras uruguayas que más tarde aparecieron más definidos en la epopeya de Tabaré.